# 264150 Dolops
264150 Dolops este o planetă minoră (asteroid) din Asteroid troian al lui Jupiter. A fost descoperită pe 10 noiembrie 2009 la Severokavkazskaia astronomiceskaia stanția Kazanskogo universiteta⁠(d) de Timoer Valerievitsj Krjatsjko⁠(d). 
Obiectul prezintă o orbită caracterizată de o semiaxă mare de 5,1667648977409 UAi, o excentricitate de 0,105, o înclinație de 4,3 ° în raport cu ecliptica.